# Roćevići
Roćevići (cyr. Роћевићи) – wieś w Serbii, w okręgu raskim, w mieście Kraljevo. W 2011 roku liczyła 315 mieszkańców.